# Мпонгуе
Мпонгуе (на английски: Mpongwe, на местния диалект Мпонгве) е град в централната част на Северна Замбия, провинция Копърбелт, на около 95 km от границата с Демократична република Конго. На североизток от Мпонгуе са двата големи града Луанша (на около 70 km) и Ндола (на около 90 км). Населението му е 14 979 жители, по данни от 2010 г.